# Vasiliy Shishov
Vasiliy Aleksandrovitch Shishov (en russe : Василий Александрович Шишов) est un boxeur soviétique né le 26 mai 1961 à Samara en RSFS de Russie.

## Carrière
Champion du monde de boxe amateur à Reno en 1986 dans la catégorie des poids super-légers, sa carrière amateur est également marquée par deux titres européens à Tampere en 1981 et à Varna en 1983 en super-légers et une médaille d'argent aux championnats d'Europe de Turin en 1987 en poids welters.